# Agência Brasileira Gestora de Fundos Garantidores e Garantias
A  Agência Brasileira Gestora de Fundos Garantidores e Garantias é uma empresa pública federal vinculada ao Ministério da Fazenda. Entre as finalidades da companhia, estão a administração de fundos garantidores, bem como prestar garantias às operações de riscos em áreas de grande interesse econômico e social.

## História
A ABGF foi criada pelo Decreto nº 7.976/2013, conforme autorização dada pela Lei nº 12.712/2012, com a missão de cobrir riscos de projetos e financiamentos de grandes volumes, em atuação complementar ao mercado privado, com a intenção de viabilização de políticas públicas.
A empresa foi criada com o objetivo de contribuir para o dinamismo das exportações brasileiras, para o financiamento de projetos de infraestrutura, para a oferta de garantias e para a gestão de fundos garantidores oficiais no Brasil.
Foi incluída pelo Decreto nº 10.007/2019 no Programa Nacional de Desestatização (PND).
Em novembro de 2020, a Superintendência de Seguros Privados (SUSEP) aprovou o pedido de cancelamento da ABGF da autorização para funcionamento das atividades de emissão de garantia direta.
Em 05.04.2023, foi publicada no Diário Oficial da União a Resolução CPPI nº 269, de 29.03.2023, que recomendou, em caráter ad referendum, para aprovação do Presidente da República, a exclusão ABGF do Programa Nacional de Desestatização (PND) e a revogação das suas qualificações no âmbito do Programa de Parcerias de Investimentos da Presidência da República (PPI). Em 10.04.2023, foi publicado no Diário Oficial da União o Decreto nº 11.478, de 06.04.2023, que exclui a ABGF do PND, cancela sua qualificação no âmbito do PPI, bem como revoga o Decreto nº 10.007, de 05.09.2019. 

## Atividades
A ABGF é responsável porː
- administrar o Fundo Garantidor de Infraestrutura (FGIE);[1]
- efetuar a gestão do Fundo de Estabilidade do Seguro Rural (FESR);[1]
- prestar serviços para a Secretaria Executiva da Câmara de Comércio Exterior (SE-CAMEX) na execução dos serviços relacionados ao Seguro de Crédito às Exportações (SCE) e cobertos com recursos do Fundo de Garantia à Exportação (FGE)[1]
- gestão do Fundo de Indenizações do Seguro de Embarcações (FUNDPEM), que não se encontra operacional[1]